# Irakli Cirekidze
Irakli Cirekidze (* 3. května 1982 Tkibuli, Sovětský svaz) je bývalý gruzínský zápasník–judista, olympijský vítěz z roku 2008

## Sportovní kariéra
Připravoval se v Kutaisi v policejním klubu Dinamo pod vedením Omara Merabišviliho. V gruzínské seniorské reprezentaci se začal prosazovat od roku 2005 ve střední váze na úkor olympijského vítěze Zuraba Zviadauriho. V roce 2007 získal na mistrovství světa v Riu první titul mistra světa pro gruzínské judo v éře její samostatnosti od roku 1992. V roce 2008 startoval na olympijských hrách v Pekingu. Ve čtvrtfinále vrátil porážku z mistrovství Evropy Ázerbájdžánci Elchanu Mammadovovi technikou o-uči-gari na ippon. V semifinále porazil držením Rusa Ivana Peršina, tento zápas má do dnešní doby v Gruzii silný nacionalistický podtext. Ve finále si pohlídal v úchopu překvapení turnaje Alžířana Ammára bin Jachlefa a získal zlatou olympijskou medaili. Po olympijských hrách přešel do vyšší polotěžké váhy. Ke konci roku 2011 po turnaji Kano Cup neprošel dopingovou kontrolou na stimulant, který pozřel s lékem proti vysokému krevnímu tlaku. Za neopatrnost obdržel minimální délku trestu. V roce 2012 se kvalifikoval na olympijské hry v Londýně, ale prohrál nominaci s krajanem Levanem Žoržolijanim. Následně ukončil sportovní kariéru. Na podzim 2012 vedl krátce gruzínskou seniorskou reprezentaci, ze které odstoupil kvůli neshodám s vedením gruzínského judistického svazu. Od roku 2017 se k reprezentaci vrátil jako hlavní trenér.
Irakli Cirekidze byl pravoruký judisty s osobní technikou o-soto-gari a o-uči-gari, které doplňoval šikovným přechodem do držení (osae-komi) v boji na zemi.

## Vyznamenání
- Prezidentský řád znamenitosti – Gruzie, 2018[2]

## Výsledky
| Turnaj             | 2005         | 2006         | 2007         | 2008         | 2009           | 2010           | 2011           | 2012           |
| Turnaj             | 23           | 24           | 25           | 26           | 27             | 28             | 29             | 30             |
| Turnaj             | střední váha | střední váha | střední váha | střední váha | polotěžká váha | polotěžká váha | polotěžká váha | polotěžká váha |
| ------------------ | ------------ | ------------ | ------------ | ------------ | -------------- | -------------- | -------------- | -------------- |
| Olympijské hry     |              |              |              | 1.           |                |                |                | —              |
| Mistrovství světa  | —            |              | 1.           |              | úč.            | úč.            | 3.             |                |
| Mistrovství Evropy | 5.           | úč.          | 2.           | 3.           | —              | —              | 3.             | 7.             |